# Окајама
Окајама (јап. 岡山市) град је у Јапану у префектури Окајама. Према попису становништва из 2005. у граду је живело 674.605 становника.

## Становништво
Према подацима са пописа, у граду је 2005. године живело 674.605 становника.
| 1995.   | 2000.   | 2005.   |
| ------- | ------- | ------- |
| 641.654 | 652.679 | 674.605 |